# Ignác Jan Nepomuk Palliardi
Ignác Jan Nepomuk Palliardi (15. května 1737 – 18. března 1821) byl český architekt, stavitel a štukatér italského původu. Navrhoval stavby a prováděl jejich dekoraci ve stylu pozdního baroka a raného klasicismu.

## Život
Narodil se v Praze. Jeho kmotrem se stal jeden z nejznámějších barokních architektů, Kilián Ignác Dienzenhofer. Rodina Palliardiů přišla do Čech z Itálie. Žila v Praze několik generací, nejčastěji na Malé Straně, kde Ignác Jan Palliardi navrhl tři domy a podílel se i na jiných stavbách. Kromě toho se účastnil i několika realizací po Čechách. Tradici stavitelů a c. k. stavebních ředitelů udržovali dále jeho syn Ignác Alois (s nímž bývá autorství Ignáce Jana někdy zaměňováno), a vnuk Josef Palliardi (1798–1870).

## Dílo (včetně spoluúčasti)

### Praha
- Desfourský palác, pozdější palác Porgesů z Portheimu, Nové Město, Národní třída 38 (1761–1776)
- Dům U zlatého půlkola, Staré Město, Karlova 11 (1794)
- Strahovský klášter – knihovna (1782–1785)
- Thunovský (Leslieovský palác) – dostavba (1785–1792)
- Lobkovický palác (1769)
- Ledebourský palác (1787)
- Malý Buquoyský palác (1763–1771)
- Deymovský palác, Nové Město, Voršilská 8 (před 1821)
- MacNevenův palác, nyní Památník Františka Palackého, Nové Město, Palackého 7
- Dům Jakuba Wimmera, resp. nájemný dům Anny Wimmerové, Staré Město, Rytířská 18 (1795)
- Dům Josefa Dobrovského (Werichova vila) – přestavba (1803)
- kostel sv. Vavřince na Petříně – přestavba, (do 1770)
- Karlův most – obnova po povodni (1784)
- mnoho měšťanských domů

### Čechy
- Zámek Bečváry (1766–1774)
- Zámek Kozel u Plzně – dostavba (kolem 1795)
- Zámek Svojšice – v letech 1755–1759 za vlády Michaela Jana z Althanu byla provedena významná rokoková přestavba
- Mladoboleslavský hrad – přestavba
- Kostel Panny Marie Sněžné v Rokycanech – oprava a přestavba po požáru (1785–1788)